# Peach Bowl 2022
Match précédent Match suivant
Le Peach Bowl 2022 est un match de football américain de niveau universitaire qui sera joué après la saison régulière de 2022, le 31 décembre 2022, au Mercedes-Benz Stadium d'Atlanta en Géorgie aux États-Unis.
Il s'agit de la 55e édition du Peach Bowl.
Le match constitue une des demi-finales du College Football Playoff. Sponsorisé par la société Chick-fil-A, il est officiellement dénommé le College Football Playoff Semifinal at the Chick-fil-A Peach Bowl. Il débute à 20 h 21 locales et est retransmis en télévision sur ESPN.
Il oppose l'équipe des no 1 Bulldogs de la Géorgie issue de la Southeastern Conference à l'équipe des no 4 Buckeyes d'Ohio State issue de la Big Ten Conference, lesquelles ont été désignées le dimanche 4 décembre 2022 par le comité du CFP.
Georgia remporte le match sur le score de 42 à 41, le kicker d'Ohio State, Noah Ruggles, ayant raté un field goal à trois secondes de la fin du match. Ce coup de pied, survenu quelques secondes après que l'horloge ait sonné minuit le soir du Nouvel An, est désormais connu sous le sobriquet de « Midnight Miss » ou « Midnight Muff », le match étant désormais surnommé « The Two-Year Game ». Les Bulldogs affronteront le 9 janvier 2023, au SoFi Stadium d'Inglewood en Californie>, le vainqueur du Fiesta Bowl 2022 lors du College Football Championship Game 2023.

## Équipes
| Équipes                                                                                              | Couleurs | Conférences | Entraîneurs               | Stats. saison rég. | Classements avant le bowl | Classements avant le bowl | Classements avant le bowl |
| --- | -------- | ----------- | ------------------------- | ------------------ | ------------------------- | ------------------------- | ------------------------- |
| Équipes                                                                                              | Couleurs | Conférences | Entraîneurs               | Stats. saison rég. | CFP                       | AP                        | Coaches                   |
| Bulldogs de la Géorgie                                                                               |          | SEC         | Kirby Smart (7e saison)   | 13 - 0             | no 1                      | no 1                      | no 1                      |
| Buckeyes d'Ohio State                                                                                |          | B10         | Ryan Day (en) (4e saison) | 11 - 1             | no 4                      | no 3                      | no 4                      |
| - Arbitre : Chris Coyte (Pac-12) - Équipe donnée favorite par les bookmakers : Georgia par 6½ points |          |             |                           |                    |                           |                           |                           |

Il s'agit de la 2e rencontre entre les deux équipes, Georgia ayant remporté le seul match disputé ;
| Saison | Date             | Vainqueur | Score   | Perdant    | Compétition      |
| ------ | ---------------- | --------- | ------- | ---------- | ---------------- |
| 1992   | 1er janvier 1993 | Georgia   | 21 - 14 | Ohio State | Citrus Bowl 1993 |

### Bulldogs de la Géorgie
Avec un bilan global en saison régulière de 13 victoires sans défaite (8-0 en matchs de conférence), Georgia est éligible et accepte l'invitation du comité du CFP pour participer au Peach Bowl 2022.
Ils terminent 1er de la Division East de la Southeastern Conference et remportent ensuite la finale de conférence SEC jouée contre les no 17 Tigers de LSU sur le score de 50 à 30.
À l'issue de la saison 2022 (bowl non compris), ils sont désignés no 1 aux classements CFP, AP et Coache's.
Il s'agit de leur 7e participation au Peach Bowl :
| Saisons | Dates            | Vainqueurs  | Scores  | Finalistes        | Bilan     |
| ------- | ---------------- | ----------- | ------- | ----------------- | --------- |
| 1973    | 28 décembre 1973 | Georgia     | 17 - 16 | #18 Maryland      | V : 1 - 0 |
| 1989    | 30 décembre 1989 | Syracuse    | 19 - 18 | Georgia           | D: 1 - 1  |
| 1995    | 30 décembre 1995 | 18 Virginia | 34 - 27 | Georgia           | D : 1 - 2 |
| 1998    | 31 décembre 1998 | #19 Georgia | 35 - 33 | 13 Virginia       | V : 2 - 2 |
| 2006    | 30 décembre 2006 | Georgia     | 31 - 24 | #14 Virginia Tech | V : 3 - 2 |
| 2020    | 1er janvier 2021 | #11 Georgia | 24 - 21 | #6 Cincinnati     | V : 4 - 2 |

| Logo     | Postes                                              | Joueurs                                             | Statistiques                                                      |
| -------- | --------------------------------------------------- | --------------------------------------------------- | ----------------------------------------------------------------- |
|          | Quarterback                                         | Stetson Bennett (en)                                | 269/396 passes réussies pour 3 425 yards, 20 TDs, 6 interceptions |
| Coureur  | Kenny McIntosh (en)                                 | 136 courses pour 709 yards nets gagnés et 11 TDs    |                                                                   |
| Receveur | Brock Bowers                                        | 52 réceptions pour 726 yards et 9 TDs               |                                                                   |
| Effectif | Listing et statistiques du roster 2022 des Bulldogs | Listing et statistiques du roster 2022 des Bulldogs |                                                                   |

### Buckeyes d'Ohio State
Avec un bilan global en saison régulière de 11 victoires et 1 défaites (8-1 en matchs de conférence), Ohio State est éligible et accepte l'invitation du comité du CFP pour participer au Peach Bowl 2022.
Ils terminent 2e de la Division East de la Big Ten Conference derrière no 2 Michigan.
À l'issue de la saison 2022 (bowl non compris), ils sont désignés no 4 aux classements CFP et AP et no 3 au classement Coaches.
Il s'agit de leur 1er participation au Peach Bowl.
| Logo     | Postes                                              | Joueurs                                             | Statistiques                                                      |
| -------- | --------------------------------------------------- | --------------------------------------------------- | ----------------------------------------------------------------- |
|          | Quarterback                                         | C. J. Stroud                                        | 235/355 passes réussies pour 3 340 yards, 37 TDs, 6 interceptions |
| Coureur  | Miyan Williams (en)                                 | 125 courses pour 817 yards nets gagnés et 13 TDs    |                                                                   |
| Receveur | Marvin Harrison Jr.                                 | 72 réceptions pour 1 157 yards et 12 TDs            |                                                                   |
| Effectif | Listing et statistiques du roster 2022 des Buckeyes | Listing et statistiques du roster 2022 des Buckeyes |                                                                   |

## Résumé du match
Match joué dans un stade fermé (inddors). Début le 31 décembre 2022 à 20 h 21 locales, fin à 00 h 01 locales le 1er janvier 2023 pour une durée totale de jeu de 03 h 40 min.
| QT            | Temps         | Drive         | Drive         | Drive         | Équipe        | Description de l'action | Score | Score |
| ------------- | ------------- | ------------- | ------------- | ------------- | ------------- | --- | ----- | ----- |
| QT            | Temps         | Jeux          | Yards         | TDP           | Équipe        | Description de l'action | GU    | OSU   |
| 1             | 08:16         | 4             | 71            | 02:15         | OSU           | TD de 31 yards par le WR Marvin Harrison Jr. (passe du QB C.J. Stroud + 1 pt de conversion par le K Noah Ruggles)                               | 0     | 7     |
| 1             | 03:15         | 8             | 75            | 05:01         | UGA           | TD de 25 yards par le RB Kenny McIntosh (passe du QB Stetson Bennett + 1 pt de conversion par le K Jack Podlesny)                               | 7     | 7     |
|               |               |               |               |               |               | |       |       |
| 2             | 12:30         | 11            | 75            | 05:45         | OSU           | TD à la suite d'une course de 2 yards par le RB Miyan Williams (+ 1 pt de conversion par le K Noah Ruggles)                                     | 7     | 14    |
| 2             | 10:56         | 3             | 30            | 01:24         | OSU           | TD de 16 yards par le RB Miyan Williams (passe du QB C.J. Stroud + 1 pt de conversion par le K Noah Ruggles)                                    | 7     | 21    |
| 2             | 09:16         | 4             | 75            | 01:40         | UGA           | TD à la suite d'une course de 11 yards par le RB Kendall Milton (+ 1 pt de conversion par le K Jack Podlesny)                                   | 14    | 21    |
| 2             | 06:07         | 3             | 62            | 01:34         | UGA           | TD à la suite d'une course de 11 yards par le QB Stetson Bennett (+ 1 pt de conversion par le K Jack Podlesny)                                  | 21    | 21    |
| 2             | 01:44         | 8             | 53            | 02:28         | UGA           | FG de 32 yards par le K Jack Podlesny | 24    | 21    |
| 2             | 00:49         | 4             | 75            | 00:55         | OSU           | TD de 37 yards par le WR Xavier Johnson (passe de C.J. Stroud + 1 pt de conversion par le K Noah Ruggles)                                       | 24    | 28    |
|               |               |               |               |               |               | |       |       |
| 3             | 10:37         | 6             | 70            | 03:19         | OSU           | TD de 10 yards par le Emeka Egbuka ((passe de C.J. Stroud + 1 pt de conversion par le K Noah Ruggles)                                           | 24    | 35    |
| 3             | 00:31         | 7             | 59            | 03:19         | OSU           | FG de 32 yards par le K Noah Ruggles | 24    | 38    |
|               |               |               |               |               |               | |       |       |
| 4             | 10:14         | 10            | 62            | 05:17         | UGA           | FG de 31 yards par le K Jack Podlesny | 27    | 38    |
| 4             | 08:41         | 1             | 76            | 00:10         | UGA           | TD de 76 yards par le Arian Smith (passe du QB Stetson Bennett + 2 pts de conversion par la passe de Stetson Bennett vers le Ladd McConkey)     | 35    | 38    |
| 4             | 02:43         | 11            | 45            | 05:58         | OSU           | FG de 48 yards par le K Noah Ruggles | 35    | 41    |
| 4             | 00:54         | 5             | 72            | 01:49         | 01:49         | TD de 10 yards par le Adonai Mitchell (passe du QB Stetson Bennett + 2 pts de conversion par la passe de Stetson Bennett vers le Ladd McConkey) | 42    | 41    |
| Score final : | Score final : | Score final : | Score final : | Score final : | Score final : | Score final : | 42    | 41    |

## Statistiques
| Systèmes | Noms                 | Postes  | Équipe |
| -------- | -------------------- | ------- | ------ |
| Attaque  | Stetson Bennett (en) | Georgia | QB     |
| Défense  | Javon Bullard (en)   | Georgia | DB     |

| Statistiques                      | UGA                            | OSU                            |
| --------------------------------- | ------------------------------ | ------------------------------ |
| 1er down                          | 21                             | 24                             |
| 1er down à la course              | 6                              | 5                              |
| 1er down à la passe               | 15                             | 17                             |
| 1er down suite pénalité           | 0                              | 2                              |
| Conversion de 3e down             | 2/10                           | 4/12                           |
| Conversion de 4e down             | 1/1                            | 0/0                            |
| Jeux–yards                        | 60-533                         | 66-467                         |
| Courses : Nb-Yards                | 26-135                         | 32-116                         |
| Yards à la passe                  | 398                            | 348                            |
| Passes: Réussies/Tentées          | 23/24                          | 23/24                          |
| Passes interceptées               | 1                              | 0                              |
| Réussite en zone rouge/chances    | 6/6                            | 5/5                            |
| Touchdown                         | - 3 à la passe - 2 à la course | - 4 à la passe - 1 à la course |
| Field Goals                       | 2/4                            | 2/3                            |
| Sacks (Nbr-Yards adverses perdus) | 4-36                           | 2-12                           |
| Fumbles (Nombre/Perdus)           | 1/0                            | 1/0                            |
| Pénalités (Nombre/Yards perdus)   | 4-45                           | 4-24                           |
| Temps de possession               | 27:34                          | 32:26                          |

| Bulldogs de la Géorgie |                        |                                                                                                |
| Quarterback            | Stetson Bennett (en)   | 23/24 passes réussies, 398 yards, 3 TDs, 1 interception, 2 sacks subis, évaluation QB de 189,2 |
| Meilleur coureur       | Kenny McIntosh (en)    | 5 courses, 70 yards, 0 TD                                                                      |
| Meilleur coureur       | Daijun Edwards         | 8 courses, 58 yards, 0 TD                                                                      |
| Meilleur coureur       | Kendall Milton (en)    | 3 courses, 26 yards, 1 TD                                                                      |
| Meilleur coureur       | Stetson Bennett        | 7 courses, -18 yards, 1 TD                                                                     |
| Meilleur receveur      | Arian Smith            | 3/3 réceptions, 129 yards, 1 TD                                                                |
| Meilleur receveur      | Brock Bowers           | 4/5 réceptions, 64 yards, 0 TD                                                                 |
| Meilleur receveur      | Kenny McIntosh         | 5/6 réceptions, 56 yards, 1 TD                                                                 |
| Meilleur receveur      | Adonai Mitchell (en)   | 3/7 réceptions, 43 yards, 1 TD                                                                 |
| Meilleur défenseur     | Christopher Smith (en) | 8 tacles dont 8 en solo                                                                        |
| Meilleur défenseur     | Javon Bullard (en)     | 3 tacles en solo, 1 TFL (5 yards), 1 sack (5 yards), 1 passe déviée                            |
| Meilleur défenseur     | Smael Mondon Jr. (en)  | 7 tacles dont 7 en solo, 1 TFL (10 yards), 1 sack (10 yards)                                   |
| Buckeyes d'Ohio State  |                        |                                                                                                |
| Quarterback            | C. J. Stroud           | 23/34 passes réussies, 348 yards, 4 TDs, 0 interception, 4 sacks subis, évaluation QB de 192,4 |
| Meilleur coureur       | Dallan Hayden (en)     | 9 courses, 43 yards, 0 TD                                                                      |
| Meilleur coureur       | C. J. Stroud           | 12 courses, 34 yards, 0 TD                                                                     |
| Meilleur coureur       | Xavier Johnson         | 6 courses, 28 yards, 0 TD                                                                      |
| Meilleur coureur       | Miyan Williams (en)    | 3 courses, 8 yards, 1 TD                                                                       |
| Meilleur coureur       | Emeka Egbuka (en)      | 2 courses, 6 yards, 0 TD                                                                       |
| Meilleur receveur      | Emeka Egbuka8          | 8/9 réceptions, 112 yards, 1 TD                                                                |
| Meilleur receveur      | Marvin Harrison Jr.    | 5/10 réceptions, 106 yards, 2 TDs                                                              |
| Meilleur receveur      | Julian Fleming (en)    | 5/6 réceptions, 71 yards, 0 TD                                                                 |
| Meilleur receveur      | Xavier Johnson         | 3/4 réceptions, 43 yards, 1 TD                                                                 |
| Meilleur défenseur     | Lathan Ransom (en)     | 9 tacles dont 5 en solo                                                                        |
| Meilleur défenseur     | Steele Chambers (en)   | 8 tacles dont 5 en solo, ½ TFL (7 yards), ½ sack (7 yards), 1 interception (15 yards)          |
| Meilleur défenseur     | Tommy Eichenberg (en)  | 8 tacles dont 5 en solo                                                                        |